# 三裂星雲
座標:  18h 02m 42s, −22° 58′ 03″
三裂星雲（さんれつせいうん、M20、NGC 6514）は、いて座にある散光星雲。

## 概要
星雲が3つの部分に裂けて見えるところから三裂星雲と呼ばれている。ただし、実際に星雲が3つに分割されているわけではなく、M20の輝いて見える散光星雲の手前に位置する暗黒星雲の姿により、後ろの散光星雲が3つに分割されているように見えている。
M20は北側と南側で性質が異なっており、北側は青い反射星雲、南側は赤い輝線星雲となっている。この内三裂に見えるのは南の赤い輝線星雲側である（写真参照）。また、付近にはM20から生まれたとされるO型の青く若い星が120個ほど存在しており、星団も兼ね備えた構造となっている。O型星からは強烈な放射がガスを吹き飛ばして、その周囲ではもはや新しい星の生成はおこらない。
距離は5,200光年程と推定されているが、2,200光年から9,000光年まで諸説分かれている。
同じいて座に存在する干潟星雲(M8)のすぐ北に位置している。またM20の北東にはM21散開星団がある。M20は双眼鏡では干潟星雲と同視野にぼんやりと見えるだけで、小口径では3つの部分に見るのは難しい。中央部の星雲の結び目にある三重星NH40はウィリアム・ハーシェルが発見したもので、口径10cm程度の望遠鏡から見え始める。NH40ははっきりと色が違って見える。一つはからし色に、もう一つは木炭が燃え尽きるような色で、最後の星は白にみえるという。
口径20cmの望遠鏡では暗黒帯が条件の良いときに見えてくる。口径30cmではさらに4つに分かれた様子を観測することができ、さらに口径50cmでは、暗黒帯内部の複雑な様子を観測することができる。M20は肉眼では見にくいが、写真撮影には適しており、比較的容易に3つに割れた姿を写すことができる。
近年、ハッブル宇宙望遠鏡などによる鮮明な映像により、星雲内に存在する原始星からジェットが発せられている姿を捉えられている。その長さは0.75光年にも及ぶ。

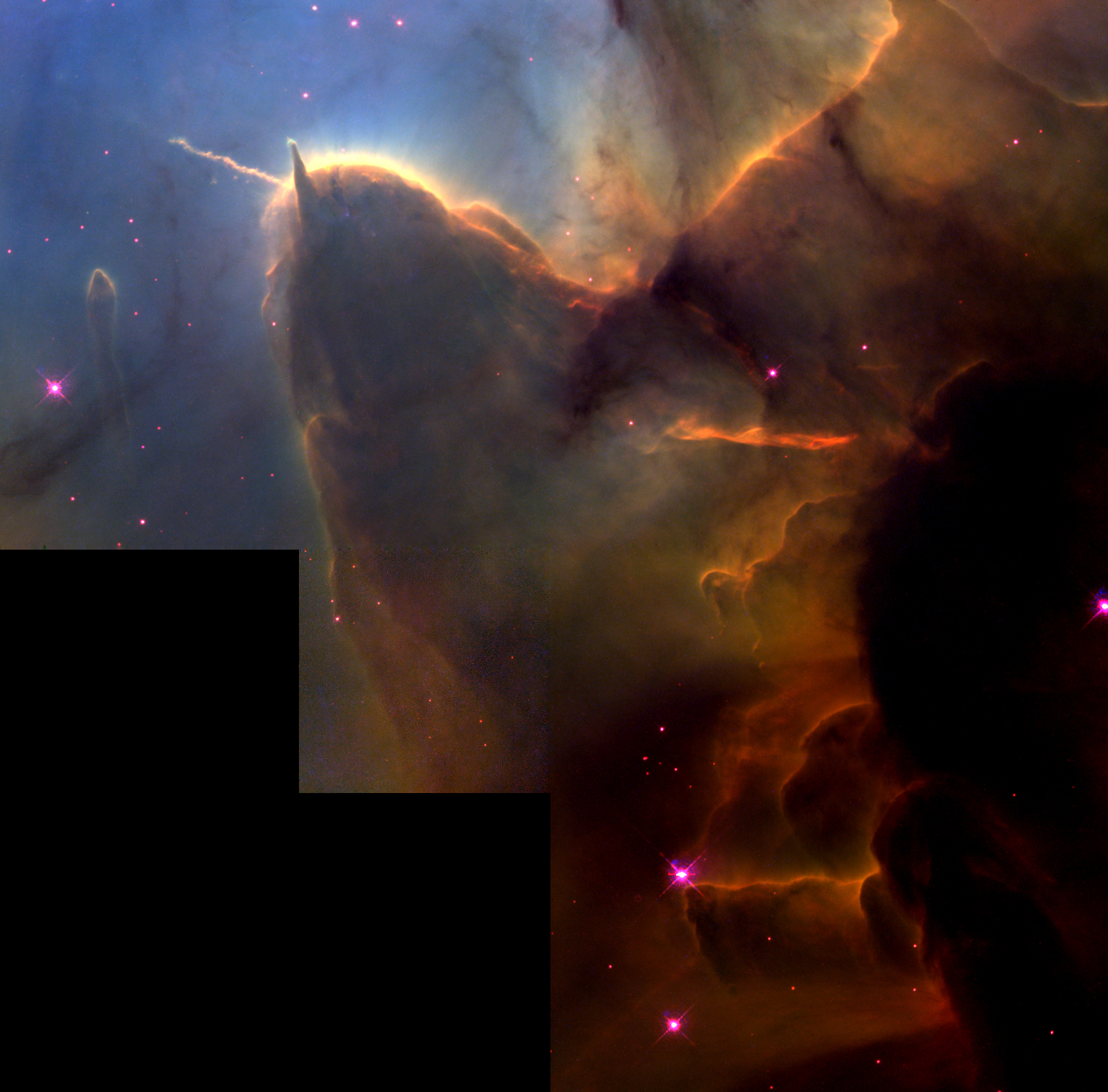
ハッブル宇宙望遠鏡によって観測されたジェット

## 観測の歴史
メシエはM20を「星団」として記録した。M20が星雲に囲まれていることは、M20の近くにあるM21の記録にのみ記されている。
三裂星雲と名付けたのはジョン・ハーシェルである。ところが、この名前は写真を初めて見た人を惑わす。ジョンの父ウィリアム・ハーシェルはこの星雲を「四つ」に分けてカタログしていた。実際、この星雲は4つの部分に分かれているようにも見え、「クローバー」に例える人もいる。